# Diana Gandega
Diana Leo Gandega (Parigi, 2 giugno 1983) è un'ex cestista francese con cittadinanza maliana.
È la sorella di Touty Gandega.

## Carriera
Con il Mali ha disputato i Giochi olimpici di Pechino 2008 e i Campionati mondiali del 2010.